# Michel Jadoul
Michel Jadoul (Brussel, 17 september 1957) is een Belgische schaker.
In 1983 werd hij Internationaal Meester (IM) en in 1984 werd hij voor de eerste keer Belgisch kampioen. 
Ook in 1992 werd hij kampioen van België.